# Alluaudomyia caribbeana
Alluaudomyia caribbeana är en tvåvingeart som beskrevs av Gustavo R. Spinelli och Wirth 1984. Alluaudomyia caribbeana ingår i släktet Alluaudomyia och familjen svidknott. Inga underarter finns listade i Catalogue of Life.